# Trucks
'Trucks' (Brasil: Trucks - Comboio do Terror ) é um telefilme de terror, produzido nos Estados Unidos  em 1997, escrito por Brian Taggert e dirigido por Chris Thomson. 
Ele é baseado no conto escrito por Stephen King, intitulado no Brasil de "Caminhões" (Trucks) do livro Sombras da Noite (Night Shift) de 1978, que também serve como fonte de material para o filme anterior "Comboio do Terror" (1986), o único filme dirigido por Stephen King.

## Sinopse
Força inexplicável leva um comboio de caminhões a ganhar vida própria, destruindo tudo que encontram em seu caminho. Cabe a Ray, novato na região, a tarefa de liderar a luta contra a terrível ameaça. Baseado em conto de Stephen King.
No final, um helicóptero não tripulado ajuda os últimos sobreviventes.

## Elenco
- Timothy Busfield.... Ray Porter
- Brenda Bakke.... Hope Glaxton
- Aidan Devine.... Trucker Bob
- Roman Podhora.... Thad Timmy
- Jay Brazeau.... Jack
- Brendan Fletcher.... Logan Porter
- Amy Stewart.... Abby Timmy
- Kelly Robinson.... Female Gas Station Attendant
- Victor Cowie.... George "Georgie"
- Sharon Bajer.... June Yeager
- Jonathan Barrett.... Brad Yeager
- Rick Skene....  Trucker Pete
- Don Granberry....  Sheriff